# I’m Just Wild About Harry
Az I'm Just Wild About Harry egy 1921-ben született dal. A zenét Eubie Blake, a dalszöveget Eubie Blake írta. A „Shuffle Along” című Broadway-musical slágereként vált örökzölddé.
Az „I'm Just Wild About Harry” volt a produkció legnépszerűbb száma. A „Shuffle Along” az első pénzügyileg sikeres Broadway-musical, amelynek afroamerikai szerzői és afroamerikai szereplői voltak. A dal megdöntötte azt a tabutémát, amely szerint az afroamerikaiak közötti romantikus szerelem zenei és színpadi ábrázolása lehetetlen.
Az eredetileg keringőnek írt számot Blake az énekes kérésére foxtrottra írta át. Az eredmény egy egyszerű, közvetlen, örömteli és slágergyanus melódia lett, amelyet a színpadon improvizációs táncok is fokoztak.

## Híres felvételek
- Jimmy Dorsey
- Al Jolson
- Benny Goodman
- Duke Ellington
- Jack Teagarden
- Sarah Vaughan
- Paul Whiteman
- Bud Freeman
- Benny Krueger
- Louis Mitchell
- Judy Garland
- Rhiannon Giddens
- Priscilla Lane
- Carmen Miranda
- Peggy Lee

## Érdekességek
Judy Garland a „Babes in Arms” (1939) című musicalben is énekelte a darabot. Priscilla Lane az 1939-es amerikai gengszterdrámában, The Roaring Twenties-ben énekelte el, amelyben James Cagney és Humphrey Bogart játszott. Alice Faye Louis Prima zenekarával énekelte az 1939-es „Rose of Washington Square” című filmben.
1948-ban Harry S. Truman az „I'm Just Wild About Harry”-t választotta kampánydalának az Egyesült Államok 1948-as elnökválasztásán.